# William Thomas Beckford
Pour les articles homonymes, voir William Beckford et Beckford.
William Thomas Beckford, né le 1er octobre 1760 au 22 Soho Square à Londres et mort le 2 mai 1844 à Bath, est un critique d'art, homme politique et écrivain anglais.

## Biographie
Né dans le manoir possédé par son père, maire de Londres, William Thomas Beckford hérita de lui à l'âge de dix ans une fortune colossale, estimée à 1 million de livres, des terres et des plantations de sucre en Jamaïque. Il épousa en 1783 Lady Margaret Gordon dont il eut deux filles. Elle mourut en couches trois ans plus tard. Beckford était bisexuel, et eut plusieurs aventures avec des hommes et des garçons.

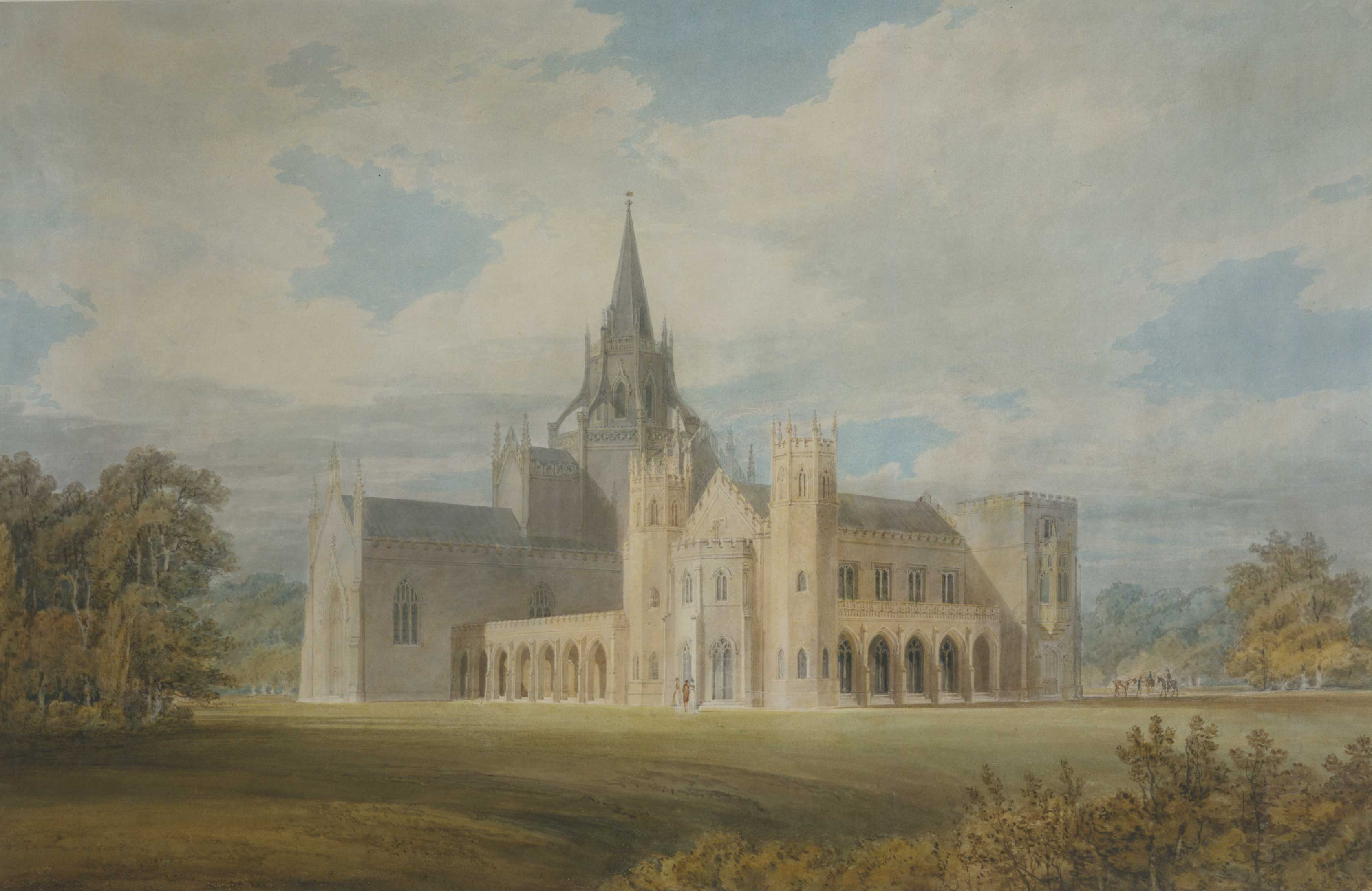
Vue en perspective de Fonthill Abbey
William Turner, 1799
Musée de Bolton (Grand Manchester)

Il fit construire entre 1796 et 1813 dans le Wiltshire, avec l'architecte James Wyatt, une grande maison de campagne néo-gothique, Fonthill Abbey, aussi connue sous le nom de Beckford Folly.
Il commanda au peintre William Turner une série de cinq aquarelles en 1799-1800, représentant cette maison, qui furent exposées à la Royal Academy en 1800.
Ruiné par la chute des cours du sucre, Beckford vendit Fonthill Abbey en 1823 à John Farquhar (en), homme d'affaires écossais.
Il voyagea souvent sur le continent et notamment en Italie en 1782. Il publia rapidement, l'année suivante, un livre intitulé Dreams, Waking Thoughts and Incidents. 1786 fut l'année de son œuvre la plus célèbre, le roman gothique Vathek, écrit en français et publié à Lausanne, car il séjourna à plusieurs reprises dans la région du Lac Léman ; il rédigea ensuite les trois Épisodes de Vathek, qui ne furent découverts qu'en 1909.
Ses autres œuvres incluent un ouvrage satirique, Memoirs of Extraordinary Painters (1780) et un livre de voyages Letters from Italy with Sketches of Spain and Portugal (1835), sans doute inspiré d'un séjour au Portugal en 1793.
Il eut également un siège au Parlement de 1784 à 1793, puis de 1806 à 1820.
Il meurt à son domicile de Lansdown Crescent à Bath, laissant à ses deux filles un capital amoindri, s'élevant tout de même à 80 000 livres.